# Colemak配列

ANSI Colemak keyboard layout (US)

Colemak配列（-はいれつ）とは、ラテン文字アルファベットのキー配列の一種である。キーボードのホームポジションに英語で最も使用される文字を割り当てたことで、最も使用されているQWERTY配列と比べて効率の良いタイピングを行えることを可能にする設計がなされた。ショートカットキーの配置はQWERTYと同様の配置を採用している。Colemak配列は2006年1月に公開され、名前の由来は設計者のシャイ・コールマン（Shai Coleman）に因んだものである。
Colemak配列はMicrosoft Windows（Windows 11, version 24H2）やmacOS、Linux、Android、ChromeOS、BSDなど主要なオペレーティングシステムにおいて採用されている。Windowsの過去のバージョンにおいてもキー配列をインストールすることで利用が可能となる。また、AndroidやiOSについてもGboardやSwiftKeyなどのヴァーチャルキーボードを使用することで利用が可能となる。物理キーボードに関しても対応するアプリケーションをインストールすることにより利用が可能となる。

## 背景

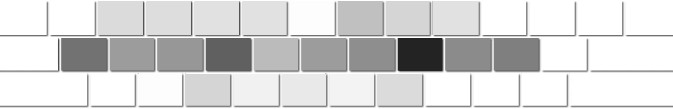
Colemak配列における英文字の出現頻度の分布図

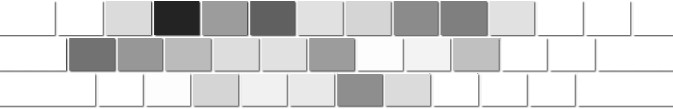
QWERTY配列における英文字の出現頻度の分布図

Colemak配列はQWERTY配列のキー配列に基づいた設計であり、QWERTY配列において非アルファベットの文字や主要なショートカットキーの配置を維持しながら、17のキーの配置の変更を行った。この変更により、同じくタイピング効率を基に設計されたDvorak配列と比べて既にQWERTY配列を使用している人のタイピングの習得が容易であり、かつタイピング効率を損なわないとされている。Colemak配列は指の移動距離が最小限となるような配置で、ホームポジションの使用頻度が高いことなどDvorak配列と同様の設計思想を有する。タイピングにおいてホームポジションでの打鍵頻度の割合がColemak配列では74%であり、Dvorak配列は70%、QWERTY配列では32%という検証がなされている。デフォルトのColemak配列にはCapsLockキーがなく、Colemak配列ではCapsLockキーの位置にBackspaceキーが配置されている。
Colemak配列の設計者であるコールマンはColemak配列を楽しく容易に習得ができるような設計を行ったと言及しており、Dvorak配列はQWERTY配列とあまりにも異なったキー配列であることから、QWERTYの使用者にとって一からの習得が難しいと言及している。Colemak配列はタイピング速度や快適性の向上を目指す代替キーボード配列として、Dvorak配列の代替として注目を集めている。

## 類似の配列

ISO Colemak-DH配列（UK）

新規利用者がColemak配列を習得しやすくすることを目的としてTarmak配列と呼ばれるQWERTY配列およびColemak配列の中間となる配列が設計されている。これらの配列は、1つ配列につき三から五個のキーの配列のみを変更したものを採用することで五段階のステップに分けてColemak配列の習得を容易にする。
Colemak配列はホームポジションに出現頻度が頻繁でない文字の D、H のキーが配置されていることから、HE のような英語のバイグラムにおいて頻繁に出現するような文字入力の際に、指が横方向へ移動がしばしば発生してしまう問題が課題として挙げられている。これを対処するために、Colemak配列のユーザーコミュニティにおいてColemak-DH配列と呼ばれるColemak配列を修正したキー配列が開発されている。